# Danh sách đơn vị hành chính Trung Quốc theo diện tích
Danh sách bao gồm tất cả các tỉnh, đặc khu hành chính, khu tự trị và thành phố trực thuộc trung ương của Cộng hòa nhân dân Trung Hoa. Tỉnh Đài Loan hay Trung Hoa Dân Quốc không được tính trong danh sách này.
Chú ý: Những số liệu ở đây được trích từ nhiều nguồn khác nhau và có thể không được đầy đủ.
| Hạng | Đơn vị hành chính | Diện tích (km²) | Chiếm (%) |
| ---- | ----------------- | --------------- | --------- |
| -    | Tổng cộng         | 9.598.096       | -         |
| 1    | Tân Cương         | 1.660.000       | 17,2      |
| 2    | Tây Tạng          | 1.228.400       | 12,75     |
| 3    | Nội Mông          | 1.183.000       | 12,28     |
| 4    | Thanh Hải         | 721.000         | 7,48      |
| 5    | Tứ Xuyên          | 485.000         | 5,03      |
| 6    | Hắc Long Giang    | 460.000         | 4,77      |
| 7    | Cam Túc           | 454.000         | 4,71      |
| 8    | Vân Nam           | 394.100         | 4,09      |
| 9    | Quảng Tây         | 236.700         | 2,45      |
| 10   | Hồ Nam            | 211.800         | 2,19      |
| 11   | Thiểm Tây         | 205.800         | 2,13      |
| 12   | Hà Bắc            | 187.700         | 1,94      |
| 13   | Cát Lâm           | 187.400         | 1,94      |
| 14   | Hồ Bắc            | 185.900         | 1,93      |
| 15   | Quảng Đông        | 177.900         | 1,84      |
| 16   | Quý Châu          | 176.100         | 1,82      |
| 17   | Hà Nam            | 167.000         | 1,73      |
| 18   | Giang Tây         | 166.900         | 1,73      |
| 19   | Sơn Tây           | 156.800         | 1,62      |
| 20   | Sơn Đông          | 156.700         | 1,62      |
| 21   | Liêu Ninh         | 145.900         | 1,51      |
| 22   | An Huy            | 139.400         | 1,44      |
| 23   | Phúc Kiến         | 121.400         | 1,26      |
| 24   | Giang Tô          | 102.600         | 1,06      |
| 25   | Chiết Giang       | 101.800         | 1,05      |
| 26   | Trùng Khánh       | 82.300          | 0,85      |
| 27   | Ninh Hạ           | 66.400          | 0,68      |
| 28   | Hải Nam           | 33.354          | 0,35      |
| 29   | Bắc Kinh          | 16.808          | 0,17      |
| 30   | Thiên Tân         | 11.760          | 0,12      |
| 31   | Thượng Hải        | 6.340           | 0,065     |
| 32   | Hồng Kông         | 1.104           | 0,011     |
| 33   | Ma Cao            | 30              | 0,00028   |